# Magne Hoseth
Magne Hoseth (nacido como Magne Hoset, en Averøy, Noruega, el 13 de octubre de 1980) es un exfutbolista noruego que jugaba como mediocampista y actualmente es entrenador del B36 Tórshavn de las Islas Feroe.

## Trayectoria
Hoseth comenzó jugando fútbol juvenil en el IL Averøykameratene de su pueblo natal. Fue descubierto por el Molde FK en 1999, equipo con el cual firmó su primer contrato profesional. Tras un buen desempeño con el Molde, Hoseth firmó con el FC Copenhagen de Dinamarca, y pese a que también tuvo un buen rendimiento, decidió volver a Noruega después de una temporada.
En su regreso a Noruega jugó para el Vålerenga Fotball por dos temporadas, antes de retornar al Molde FK en 2006, equipo en el que continúa jugando hasta hoy.

## Palmarés

### Campeonatos nacionales
| Título      | Club      | País    | Año  |
| ----------- | --------- | ------- | ---- |
| Tippeligaen | Vålerenga | Noruega | 2005 |
| Tippeligaen | Molde FK  | Noruega | 2011 |
| Tippeligaen | Molde FK  | Noruega | 2012 |